# マイクロ波トモグラフィ
マイクロ波トモグラフィ（マイクロはトモグラフィ、英語: Microwave tomography）とはマイクロ波を利用して内部構造を可視化するトモグラフィである。

## 概要
GHz 前後の周波数の電波を体内に送信して検査対象の組織の、誘電率や導電率の高周波数帯における伝播特性の差異を利用して内部構造を可視化する。電磁波の透過率は周波数に比例して指数関数的に減少するので、光断層撮影やテラヘルツトモグラフィでは体表から浅い範囲までしか浸透しないが、波長の長いマイクロ波であれば数cmの深部まで浸透するので深部の情報を取得できる。体内に入射したマイクロ波は散乱するのでそれが受信アンテナでの強度や位相に影響するので逆解析する事で内部構造を可視化する。X線CTと比較して波長が長いので解像度が低いものの被爆することが無いので容易に使用できる。内部構造の可視化のためだけではなく、癌の温熱療法のための体内の温度分布の計測にも使用される。

## 用途
医療分野や手荷物検査、非破壊検査等での活用が期待される。
- 医用画像： 乳がん
- 非破壊検査: コンクリート構造物
- 地下埋設物探査: ガス管・水道管，ケーブル，地雷
- 地下構造の可視化: 空洞，トンネル
- 異物探査: 食品
- 糖度分布，水分分布計測: 果物，木材